# Bulbophyllum fissipetalum
Bulbophyllum fissipetalum är en orkidéart som beskrevs av Rudolf Schlechter. Bulbophyllum fissipetalum ingår i släktet Bulbophyllum och familjen orkidéer. Inga underarter finns listade i Catalogue of Life.